# Kenneth R. Andrews
Kenneth Richmond Andrews, né le 24 mai 1916 et mort le 4 septembre 2005, est un universitaire américain qui, avec notamment Igor Ansoff et Alfred Chandler, est connu pour avoir introduit et popularisé la notion de stratégie d'entreprise,,,,,.

## Biographie
Andrews est sorti diplômé de l'Université Wesleyenne en 1937 avec une maîtrise en anglais. Il poursuit par un Doctorat en littérature anglaise à l'Université de l'Illinois à Urbana-Champaign, mais est enrôlé dans l'Armée de l'Air américaine pendant la Seconde Guerre mondiale.
Il sert à l'École de Contrôle Statistique installée sur le campus de l'École d'Affaires de Harvard et tenue par les membres de la faculté. Il se retire de l'armée de terre avec le grade de Major et rejoint la Harvard Business School en 1946 pour y enseigner les Administrative Pratices (Pratiques d'Administration) aux étudiants du MBA. Il termine sa thèse de Phd sur Mark Twain en 1948. En 1950 environ, il devient un membre significatif de l'équipe qui développe le cours de Business Policy (Politique d'Entreprise) de HBS.
En 1965, le livre Business Policyː Text and Cases est publié. La partie texte est publiée séparément sous le nom d'Andrews en 1971. Plusieurs éditions de ces deux livres sont apparues dans les années 1980.
En plus d'être probablement la première notion de stratégie d'entreprise à être enseignée de façon routinière dans des cours formels, le point de vue spécifique de la formation stratégique qu'Andrews enseignait semble avoir apporté plusieurs des principes définissant la stratégie, dans plusieurs branches de la littérature stratégique.
Théorie de la stratégie de Chamberlain identifie Andrews comme « le plus influent des auteurs fondamentaux de la littérature stratégique ». Bien qu'il ait introduit un certain nombre de préceptes stratégiques, Andrews n'a pas développé une conceptualisation détaillée de ce qu'est la stratégie. Au lieu de cela, il a dit qu'il avait choisi de « contourner le problème de l'établissement de distinctions entre les objectifs, les politiques et les programmes d'action ». En outre, il n'a pas eu la prétention d'être à l'origine de tous les préceptes qu'il a présenté, et il a été observé que certains avaient été introduits précédemment par Philip Selznick en 1957 ou Alfred Chandler en 1962.
Bien qu'elle partage un certain nombre de préceptes de base avec Andrews, une branche majeure de la littérature diffère fortement de lui concernant la façon dont la stratégie fonctionne. Andrews prescrit que la stratégie devrait être délibérément et consciemment décidée et adoptée par la direction. Henry Mintzberg, à l'inverse, enseigne que, dans la réalité, la stratégie émerge souvent d'actions et de comportements à plusieurs niveaux de l'organisation, et, en outre, que c'est souhaitable. Ainsi, si les deux points de vue sont reconnus, il existe deux grands types de processus par lesquels la stratégie peut être construite : délibérée et émergente. Il y a eu un vif débat concernant dans quelle mesure chacun de ces processus de formation de la stratégie sont habituels ou appropriés,.

## Publications
- 1951 : Executive training by the case method, Harvard Business Review, vol. 29, no 5, p. 58–70.
- 1965 : * avec Edmund Philip Learned, C. Roland Christensen et William D. Guth, Business policy: Text and cases, Irwin, Homewood.
- 1971 : The concept of corporate strategy, Richard D. Irwin, Homewood.
- 1971 : New horizons in corporate strategy, McKinsey Quarterly, vol. 7, no 3, p. 34–43.
- 1973 : Can the best corporations be made moral?, Harvard Business Review, vol. 51, no 3, p. 57–64.
- 1980 : Directors’ responsibility for corporate strategy, Harvard Business Review, vol. 58, no 6, p. 30–42.
- 1981 : Corporate strategy as a vital function of the board, Harvard Business Review, vol. 59, no 6, p. 174–180.
- 1981 : Replaying the board’s role in formulating strategy, Harvard Business Review, vol. 59, no 3, p. 18–23.
- 1984 : Corporate strategy: the essential intangibles, McKinsey Quarterly no 4, p. 43–49.